# Юрьево (Дмитровский муниципальный округ)
Юрьево — деревня в Дмитровском районе Московской области, в составе сельского поселения Синьковское. Население — 47 чел. (2010). До 2006 года Юрьево входило в состав Синьковского сельского округа.

## Расположение
Деревня расположена в западной части района, примерно в 12 км западнее Дмитрова, по левому берегу реки Дятлинка, высота центра над уровнем моря 181 м. Ближайшие населённые пункты — посёлок Автополигон на юге, Дуброво и Новосиньково на севере, Карпово на северо-востоке.

## История
В писцовых книгах 7135 (1627) года село Волотково (Юрьево тоже) Каменского стана Дмитровского уезда числится за Тимофеем с братом Фёдором Васильевыми (дети Долгоруких) и Иваном Степановым (сын Бабарыкиных). В селе 5 дворов.
Стоит ветхая деревянная церковь Рождества Христова.
В 7151 (1643) году была построена новая Рождественская церковь. Село по книгам Дмитровского Борисоглебского монастыря числится за Иваном Бобарыкиным и князем Фёдором Долгоруковым.
В 1715 году в Волоткове числится деревянная церковь во имя Казанской Богородицы.

## Население
| 2002 | 2006 | 2010 |
| ---- | ---- | ---- |
| 31   | →31  | ↗47  |